# Питерс, Юлиус Йозеф Виллем
Юлиус Йозеф Виллем Питерс (нидерл. Julius Joseph Willem Peeters MHM, 22 февраля 1913 года, Нидерланды — 23 сентября 2002 года, Нидерланды) — второй католический епископ епархии Буэа с 4 июня 1962 года по 29 января 1973 года. Член монашеской конгрегации «Миссионерское общество святого Иосифа из Милл-Хилла».

## Биография
Родился в 1913 году в общине Венло провинции Лимбург, Нидерланды. После по лучения школьного образования обучался в семинариях монашеской конгрегации «Миссионерское общество святого Иосифа из Милл-Хилла» в Тилбурге и Розендале. В 1937 году принял монашеские обеты. 9 июля 1938 года состоялось его рукоположение в священники. Служил на миссии в различных католических приходах в Камеруне. 4 июня 1962 года Римский папа Иоанн XXIII назначил его епископом епархии Буэа.
24 августа 1962 года состоялось его рукоположение в епископы, которое совершил титулярный епископ Нициуса Питер Роган в сослужении с архиепископом Яунде Жаном Зоа (Jean Zoa) и архиепископом Оничи Чарльзом Гираем (Charles Heerey).
В апреле 1966 года рукоположил в священники будущего первого кардинала Камеруна Кристиана Туми.
Участвовал в работе Второго Ватиканского Собора.
29 января 1973 года подал в отставку с титулом епископ-эмерит Буэа. Проживал в Камеруне. В последние годы своей жизни проживал в общине Ренкюм провинции Гелдерланд, Нидерланды. Умер в сентябре 2002 года.